# Qoros

Qoros-Logo

Qoros (eigentlich Qoros Auto Co. Ltd., chinesisch 觀致汽車有限公司) war ein chinesischer Automobilhersteller.

## Unternehmensgeschichte
Das Unternehmen wurde im Dezember 2007 als Joint Venture zwischen dem israelischen Mischkonzern Israel Corporation und dem chinesischen Automobilhersteller Chery Automobile unter dem Namen Chery Quantum Automotive Corp. gegründet. Dieser wurde erst im November 2011 in Qoros Auto Co. Ltd. geändert.
Das Unternehmen betreibt Standorte in Shanghai und Changshu in der ostchinesischen Provinz Jiangsu, in der ein neues Werk mit einer Kapazität für 150.000 Fahrzeuge pro Jahr, einem Drittel des geplanten Maximums, gebaut wurde.

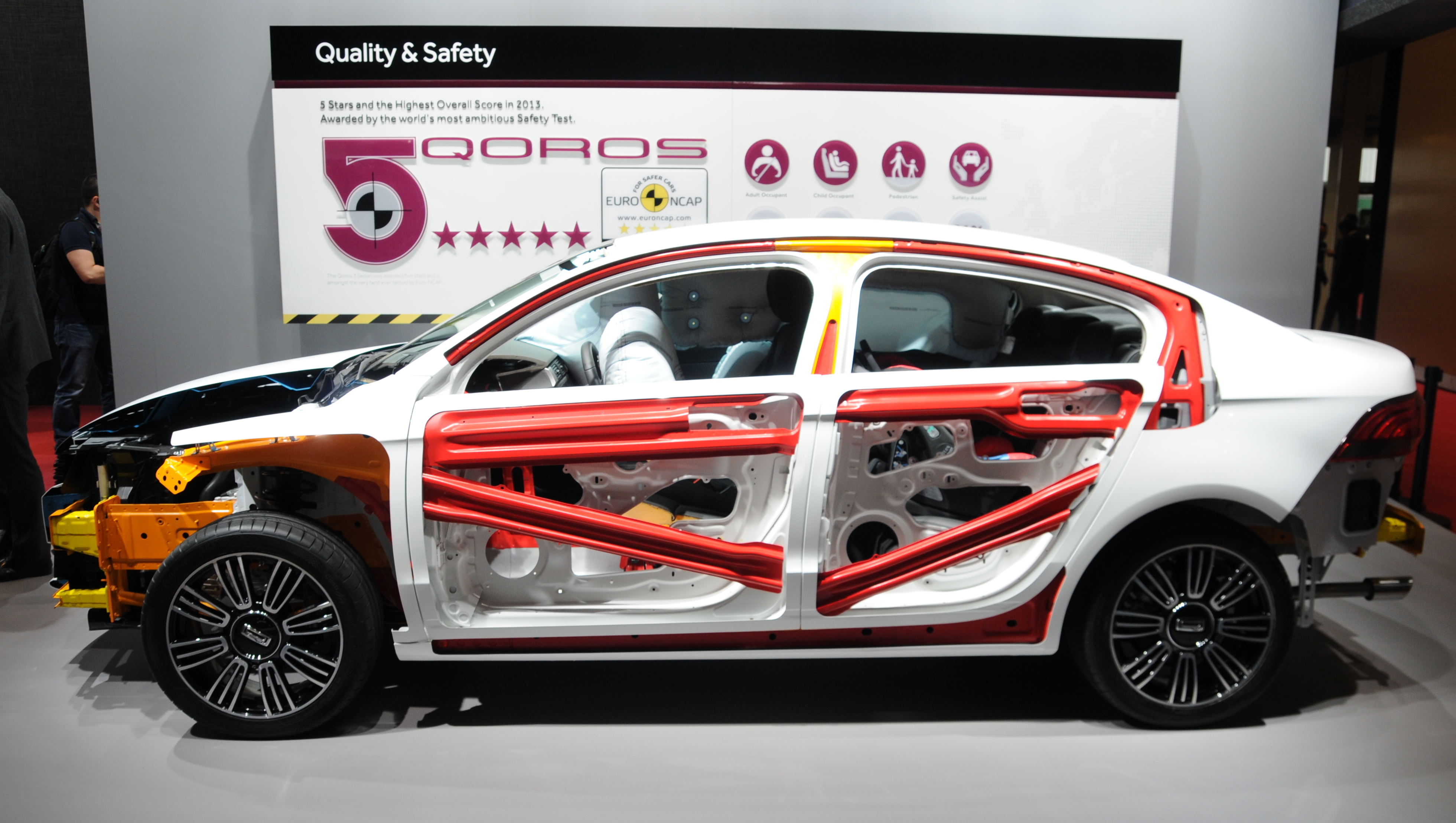
Qoros 3, Sicherheitsstruktur (Genfer Salon 2014)

Für den heimischen Markt werden die Fahrzeuge unter dem Markennamen Guan Zhi geführt, was wortwörtlich Lernen und Perfektion bedeutet. Das Modell 3, das mit sehr guten Crashtest-Ergebnissen überraschte, ist seit Dezember 2013 auf dem chinesischen Markt erhältlich. Für den Export wurde der Markenname Qoros gewählt, der sich von dem griechischen Wort khoros, zu Deutsch Chor, ableitet und für den multinationalen Charakter des Unternehmens sowie die Qualität der Fahrzeuge stehen soll. Die Firma hatte dafür Größen aus der Automobilindustrie eingestellt, beispielsweise Volker Steinwascher, der vorher bei VW für das US-Geschäft zuständig und im Vorstand war und zum Vorstandschef bei Qoros wurde, Klaus Schmidt von BMW für den Antriebsbereich und den deutschen Automobildesigner Gert Volker Hildebrand, der den Golf III und den Mini (2001) gestaltet hat.
Im Jahr 2014 setzte Qoros auf dem chinesischen Markt fast 7.000 Fahrzeuge ab, was einem Marktanteil von etwa 0,3 % entspricht. Damit sind die Verkaufszahlen deutlich unter den Erwartungen und Kapazitäten von 150.000 Einheiten geblieben.
Die Firma hat auf dem Heimatmarkt ein kleines Vertriebsnetz. Infolgedessen musste im Februar 2015 Volker Steinwascher gehen, eine Reihe von deutschen und europäischen Führungskräften wurden entlassen. Kürzungen standen an. Der ehemalige GM-Manager Phil Murtaugh wurde als neuer Chef eingesetzt.
Im folgenden Jahr 2015 konnte die Marke zwar ihren Absatz auf 14.000 Fahrzeuge verdoppeln, allerdings war die Produktionskapazität damit noch immer nicht annähernd ausgelastet.
Murtaugh verließ Qoros zum Anfang des Jahres 2016, die Führung übernahm dann der Aufsichtsratschef Chen Anning.

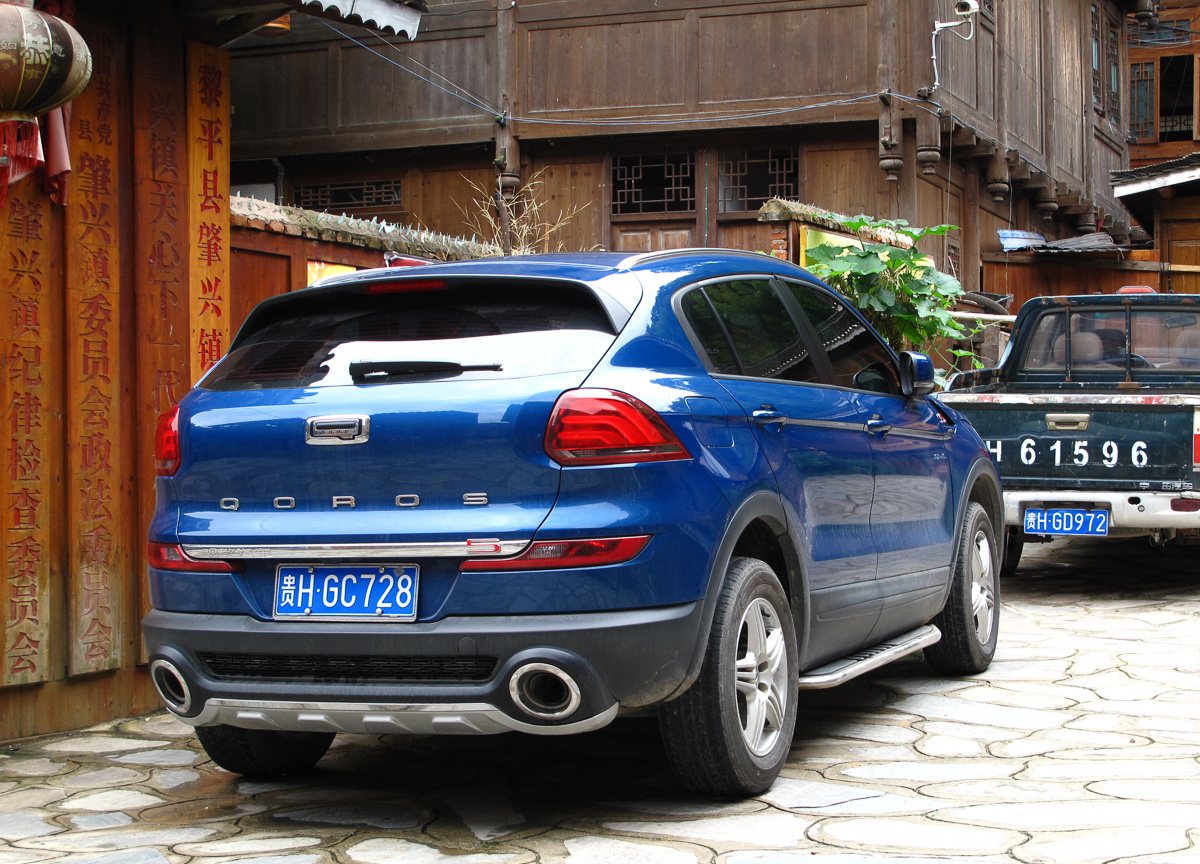
SUV Qoros 5, etwa seit 2016

Der Europa-Start von Qoros wurde immer wieder verschoben, allerdings wurde die Slowakei schon im November 2013 mit dem ersten nicht-asiatischen Händler zum "Brückenkopf". Mit ca. 24.000 Fahrzeugen konnte der Absatz im Jahr 2016 erneut deutlich erhöht werden, trotz allem ist dies nur ein Bruchteil der möglichen Kapazität.
Die beiden Anteilseigner Chery und Kenon Holdings versuchten im Jahr 2017 ihre Anteile zu verkaufen, diese Versuche scheiterten allerdings, da sich kein Interessent dafür fand. Ein Grund dafür war, das Qoros bis 2016 einen Verlust von rund einer Milliarde Euro angehäuft hat. Im Januar hatten beide Anteilseigner noch 72 Mio. € zur Entwicklung von Elektroautos zur Verfügung gestellt. Ein weiterer wichtiger Grund für den Interessenverlust an Qoros durch die Eigentümer ist der Absatzeinbruch in den ersten sieben Monaten 2017, denn es wurden rund 40 % weniger Autos als im bereits schwachen Vorjahr verkauft. Dieser setzte sich im Jahresverlauf fort und mit Stand Oktober 2017 liegt er bei 44 % oder rund 8.000 Fahrzeuge weniger als im Vorjahr. Im Dezember 2017 erwarb der chinesische Mischkonzern Baoneng eine Mehrheitsbeteiligung von 51 % an Qoros. Im ersten Halbjahr 2018 erreichte Qoros durch einen großen Fuhrparkauftrag von LYD, einem in Shenzhen ansässigen Carsharing-Start-up, mit 30.524 Einheiten einen Zuwachs von über 400 Prozent verglichen mit dem Vorjahr. Seit Februar 2018 leitete Li Feng, der vorher Präsident der Entwicklung beim chinesischen Fahrzeughersteller BAIC war, das Unternehmen.
Bis März 2019 wurden Nissan-Führungskräfte abgeworben. Seitdem ist der CEO Kazuo Yajima, der ebenfalls vorher bei Nissan arbeitete. Das Unternehmen wollte auch mit der Auswahl der Führungskräfte die Entwicklung von Niedrig- und Null-Emissions-Fahrzeugen in den Vordergrund stellen. Yajima gehört zu den Vätern des erfolgreichen Elektroautos Nissan Leaf.
Im September 2020 vergrößerte Qoros mit dem SUV Qoros 7 nochmals sein Angebot. Im Januar 2022 wurde die große Limousine Qoros 6 vorgestellt, deren Marktstart in China im vierten Quartal 2022 erfolgen sollte. Im August 2022 wurden wirtschaftliche Schwierigkeiten bekannt. Im März 2023 wurde die Herstellung von Fahrzeugen eingestellt.

## Fahrzeuge

### Qoros 3
Als erster Pkw des Unternehmens wurde im Frühjahr 2013 auf dem Genfer Automobilsalon der Qoros 3 Sedan vorgestellt. Das Fahrzeug wurde vom österreichischen Automobilhersteller Magna Steyr entwickelt. Für das Design ist der deutsche Automobildesigner Gert Volker Hildebrand verantwortlich, der zuvor bei Mitsubishi Motors und als Chefdesigner für die Automobilmarke Mini tätig war. Im September 2017 wurde der Qoros 3 EV als erstes Elektrofahrzeug der Marke hergestellt.

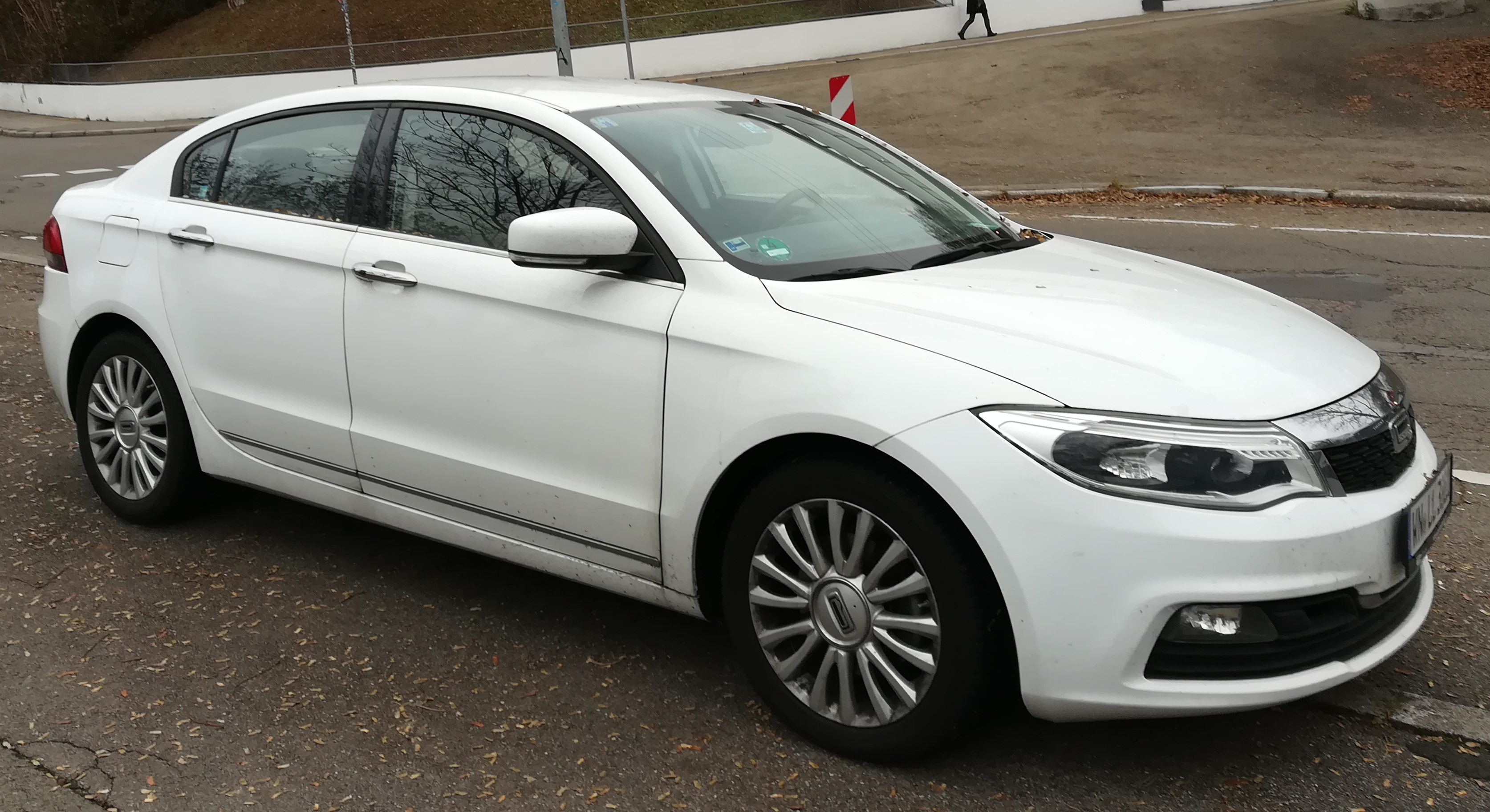
Qoros 3 Sedan, Frontansicht
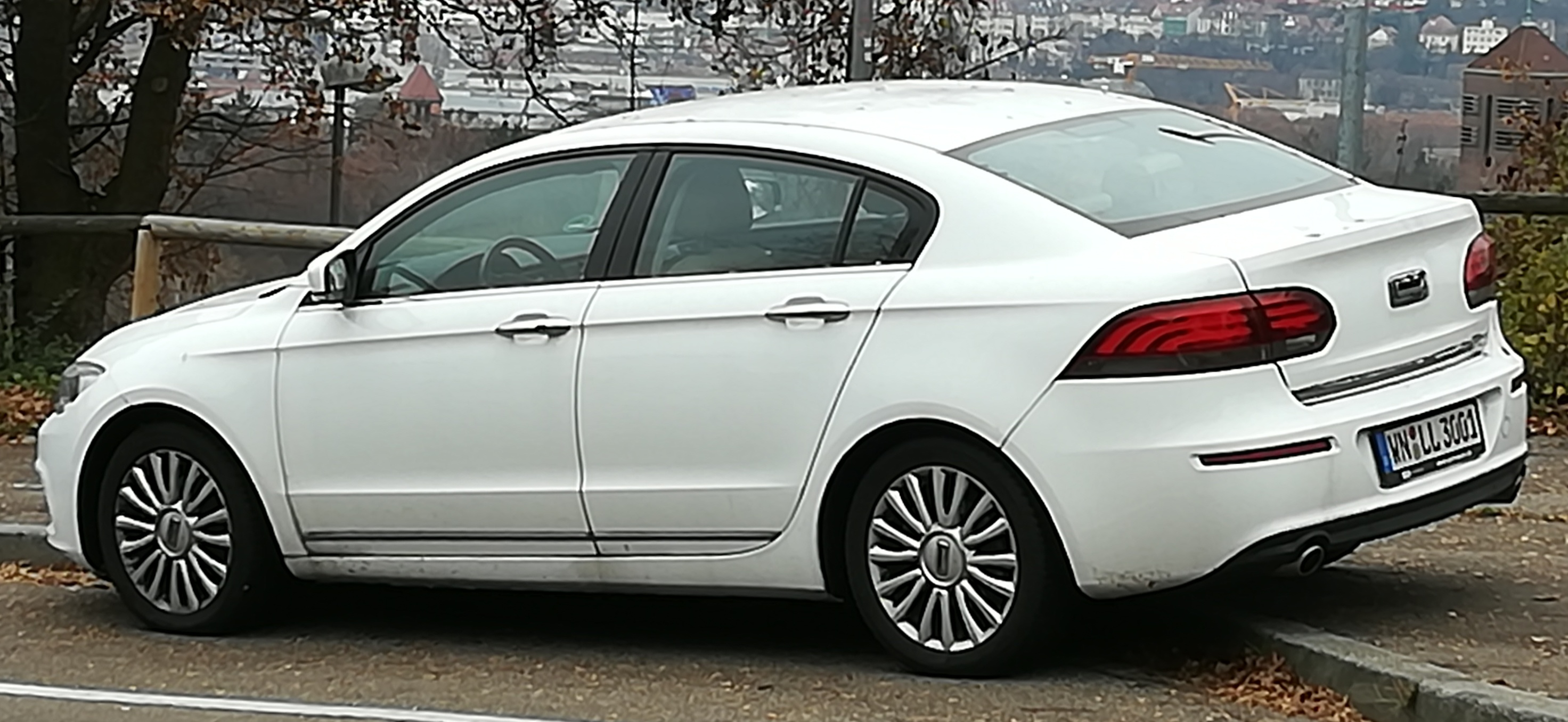
Qoros 3 Sedan, Heckansicht
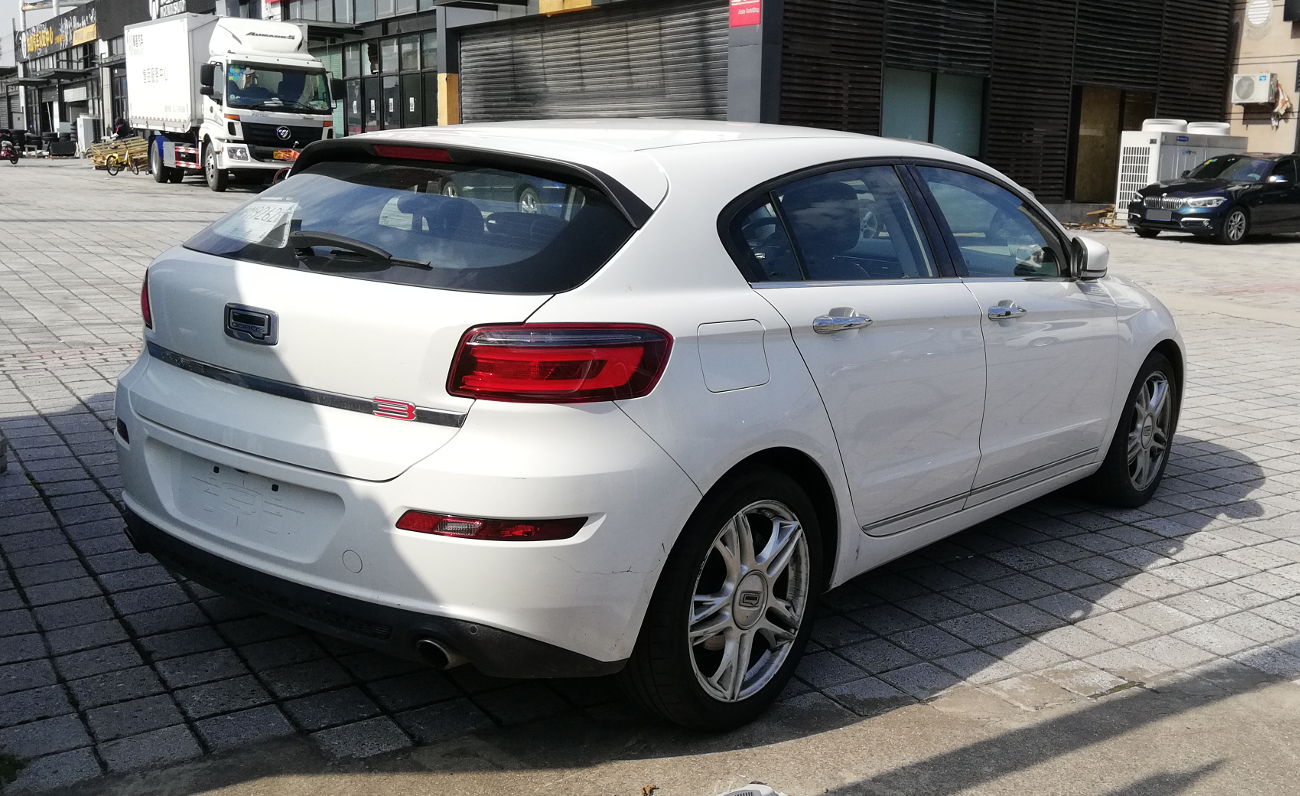
Qoros 3 Schrägheckversion
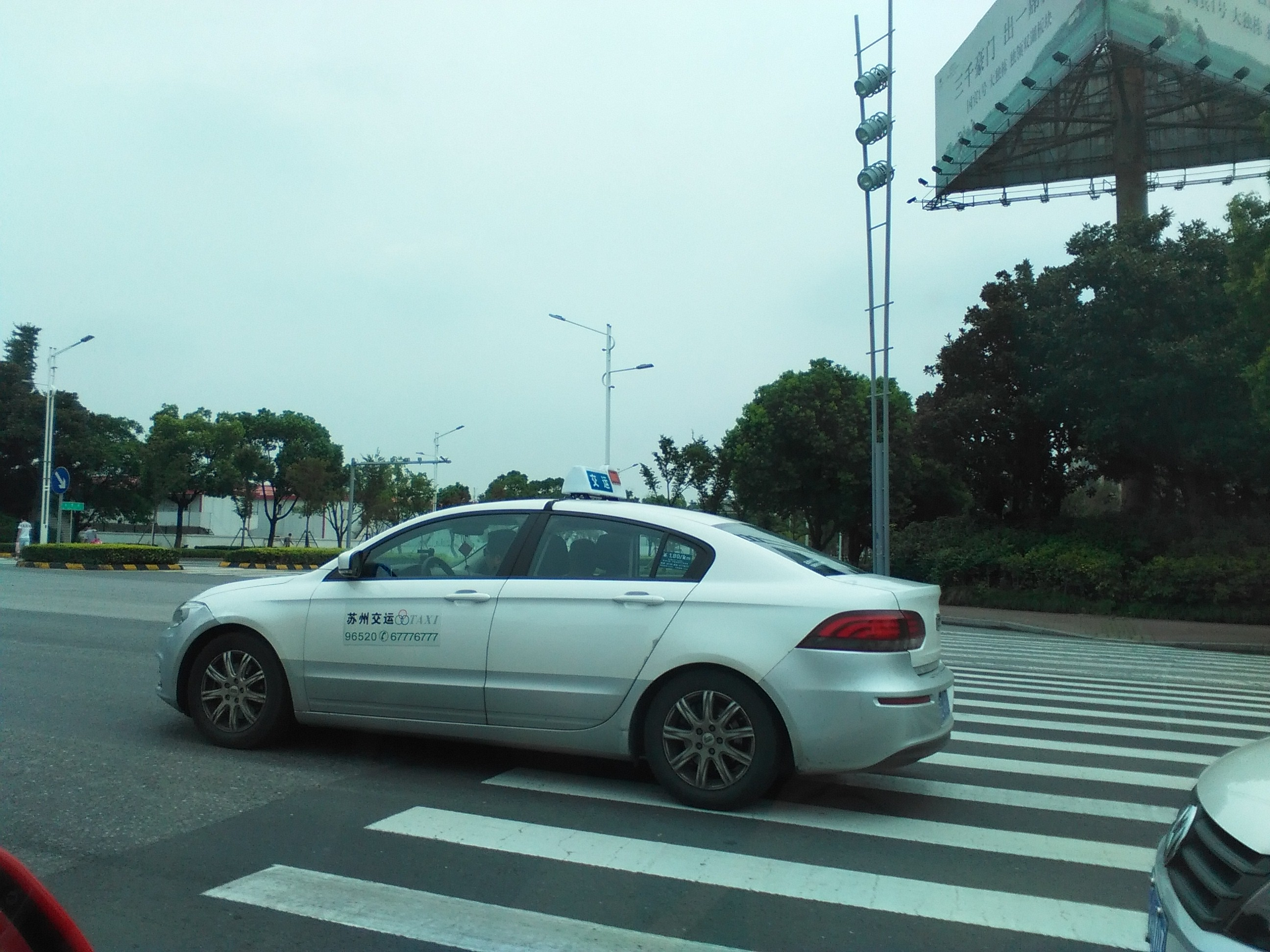
Qoros 3 Taxi in China (2015)

### Qoros 5
Der erste SUV der Marke ist der Qoros 5. Dieser wurde im November 2015 auf der Guangzhou Motor Show vorgestellt. Ab März 2016 war das Fahrzeug in China erhältlich. Es basiert auf der gleichen Plattform wie der Qoros 3.

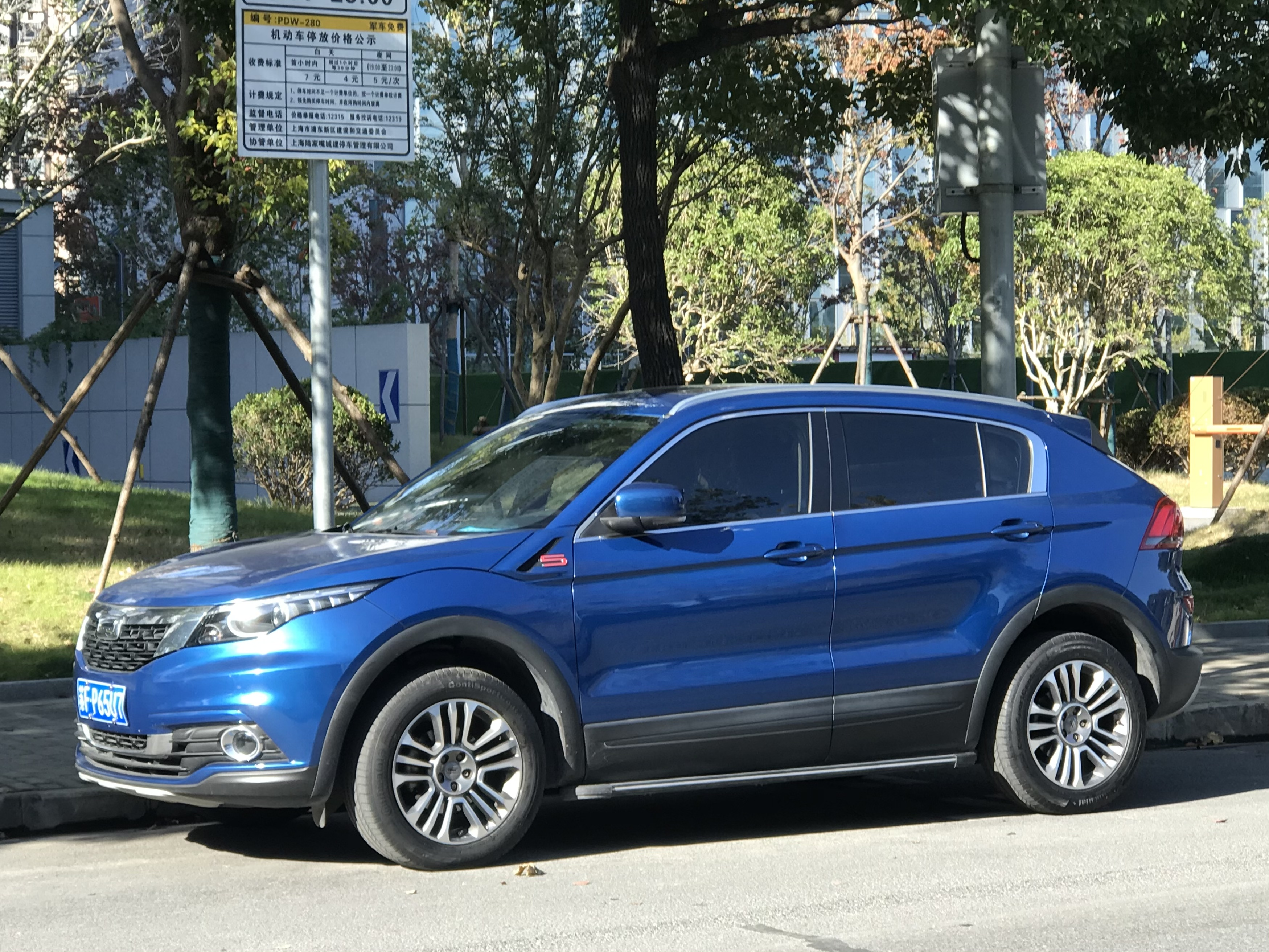
Qoros 5, Frontansicht
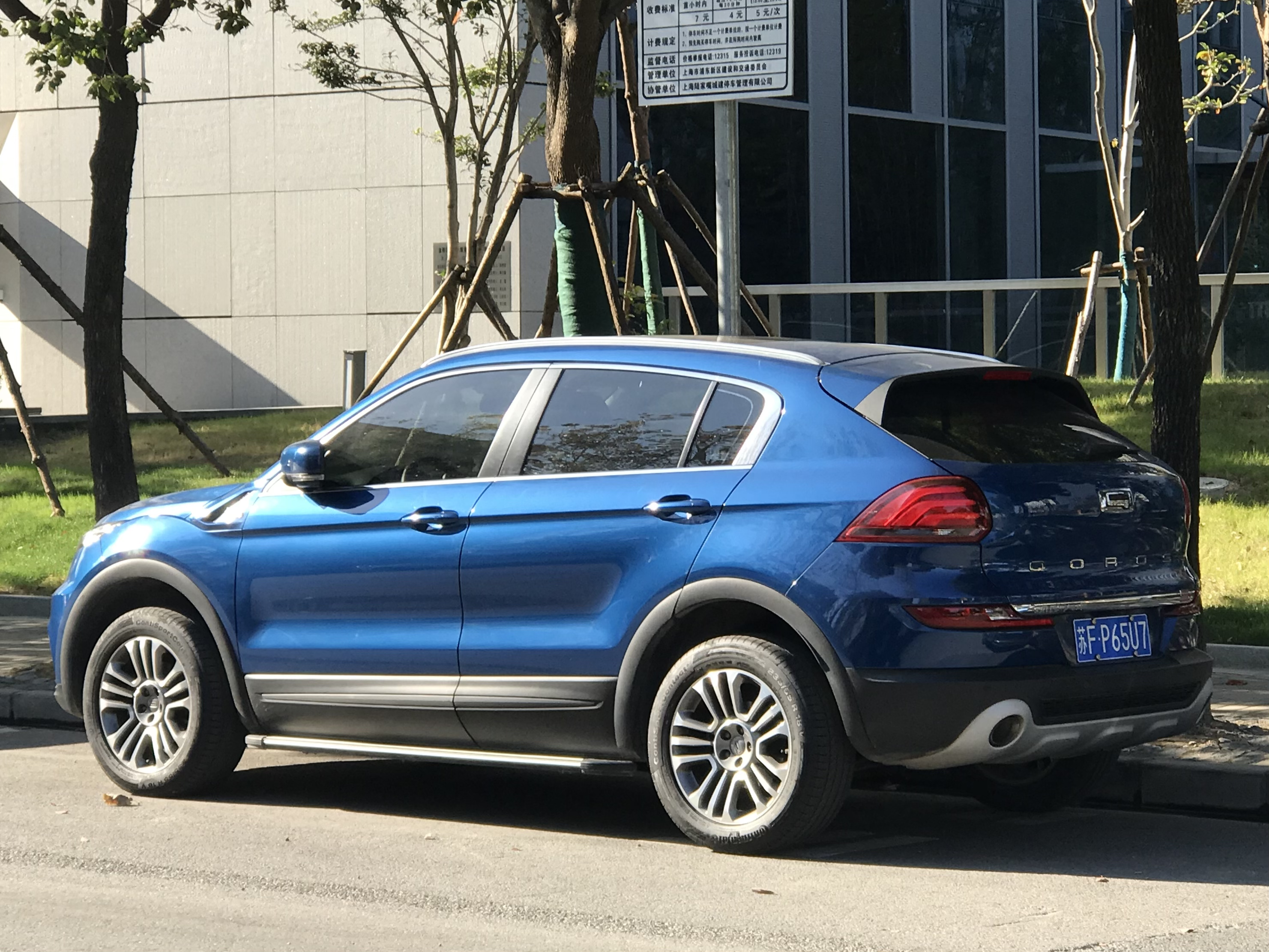
Qoros 5, Heckansicht

### Qoros 6
Die zweite Limousine der Marke ist der im Januar 2022 vorgestellte Qoros 6. Ihre Länge von 4,80 m liegt vier bis fünf Zentimeter über der des VW Passat oder der seit 2021 angebotenen C-Klasse. Der Qoros 6 sollte rein elektrisch oder mit Verbrennungsmotor angetrieben werden, ging aber nie in Produktion.

### Qoros 7
Ein weiteres SUV wurde mit dem Qoros 7 wurde im April 2020 vorgestellt und wurde ab September desselben Jahres verkauft.

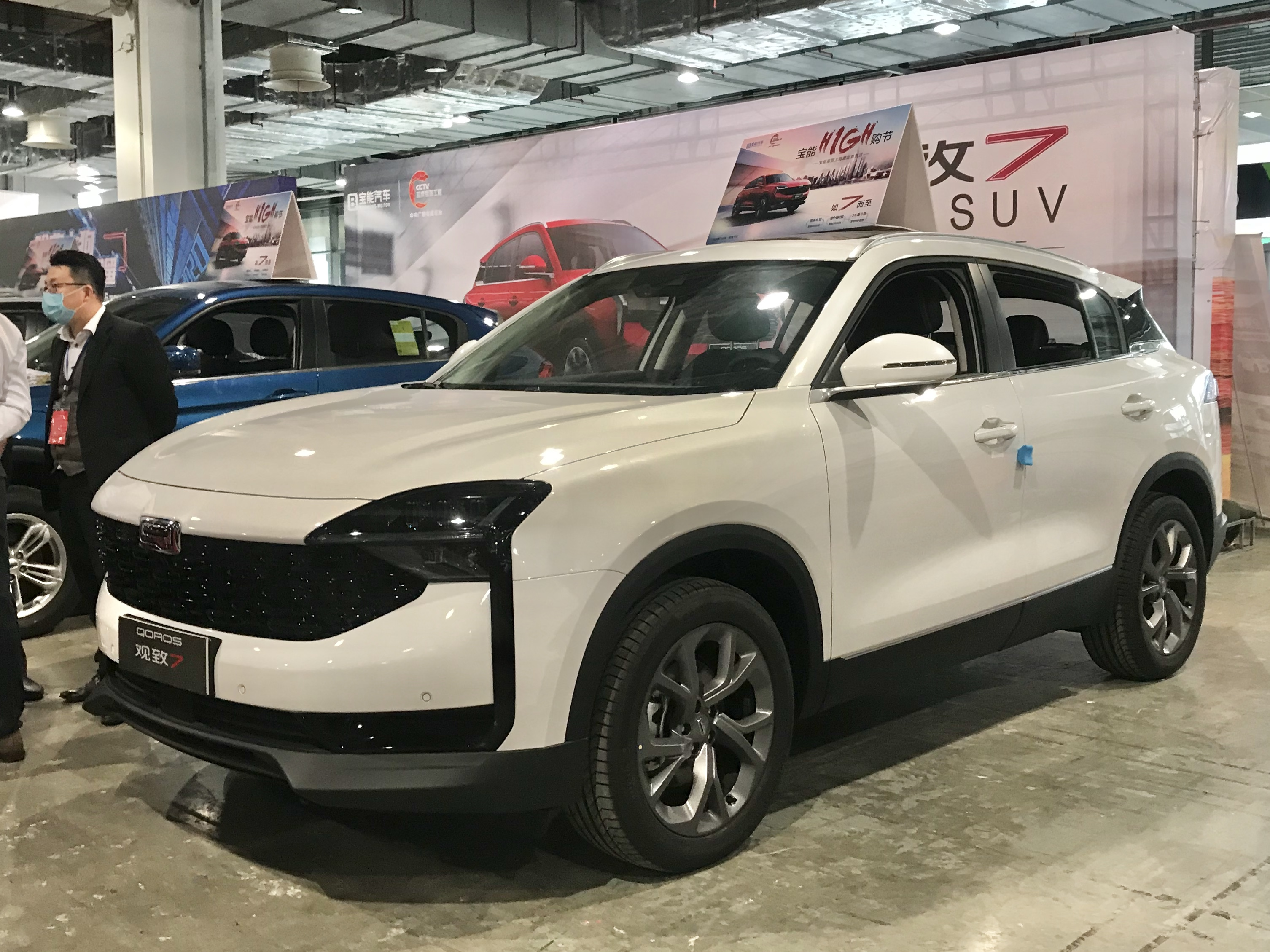
Qoros 7, Frontansicht
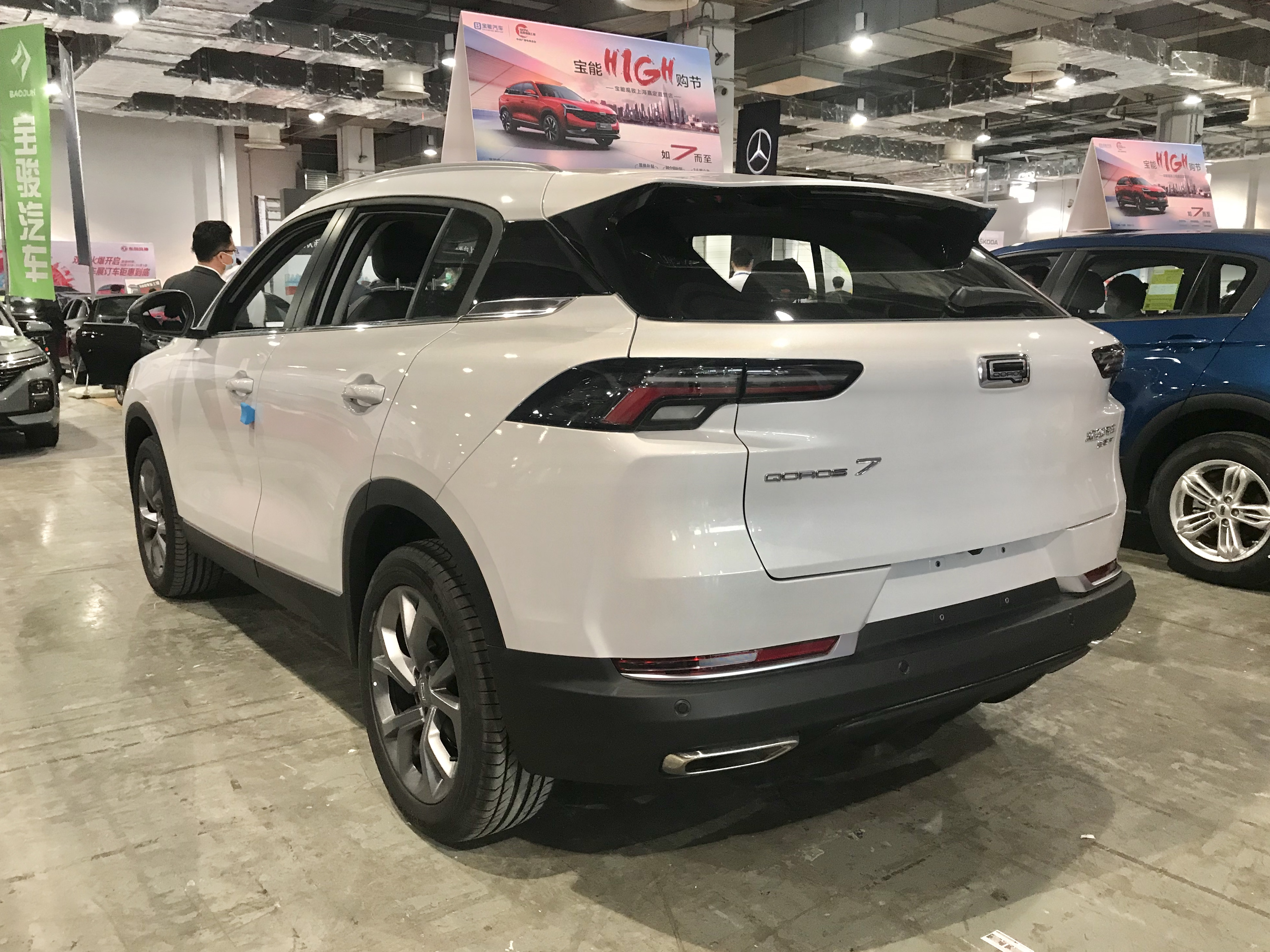
Qoros 7, Heckansicht

## Verkaufszahlen in China
Zwischen 2014 und 2022 sind in der Volksrepublik China insgesamt 164.600 Neuwagen von Qoros verkauft worden. Mit 62.252 Einheiten war 2018 das erfolgreichste Jahr.
| Jahr                             |      |  | Stück  |        |
| 2014                             | 2014 |  | 6.867  | 6.867  |
| 2015                             | 2015 |  | 14.247 | 14.247 |
| 2016                             | 2016 |  | 24.188 | 24.188 |
| 2017                             | 2017 |  | 15.381 | 15.381 |
| 2018                             | 2018 |  | 62.252 | 62.252 |
| 2019                             | 2019 |  | 22.968 | 22.968 |
| 2020                             | 2020 |  | 13.626 | 13.626 |
| 2021                             | 2021 |  | 4.883  | 4.883  |
| 2022                             | 2022 |  | 188    | 188    |
| Verkaufszahlen in China, Quelle: |      |  |        |        |